# Carrer de Balmes (Sant Feliu Sasserra)
El Carrer de Balmes és un carrer estret i molt típic del poble de Sant Feliu Sasserra (Bages) protegit com a bé cultural d'interès local. El disseny urbanístic del poble de Sant Feliu Sasserra respon a la tipologia urbanística medieval de carrers estrets i places de petites proporcions. Al segle xv Sant Feliu esdevingué un dels caps de la sotsvegueria del Lluçanès i començà el gran desenvolupament del poble. Aquest fou cremat durant la guerra de successió del 1714 per les tropes filipistes, però el carrer Balmes, com altres carrers del poble conservaren el seu disseny i molt de les seves cases. Les llindes de les cases del Carrer Balmes ostenten dates inscrites corresponents als segles XVI-XVII i xviii. El vial té cases de planta baixa i un o dos pisos i cobertes a doble o un vessant. El carrer és un dels més antics del poble i les cases tenen carreus grans i força regulars a les cantonades i a les obertures del mur. Els materials bàsics utilitzats foren la pedra amb carreus més o menys regulars i les portes totes amb arcs de mig punt.